# لورن وید
لورن وید (انگلیسی: Lauren Wade؛ زادهٔ ۲۲ نوامبر ۱۹۹۳) بازیکن فوتبال اهل بریتانیا است.
وی همچنین در تیم ملی فوتبال ایرلند شمالی بازی کرده‌است.